# Astún (estación de esquí)
La estación de esquí de Astún está situada en el valle del Aragón Pirineo Aragonés (España), en el término municipal de Jaca. Está  comunicada con esta ciudad por 33 km de la N-330. A sus pies se encuentra la urbanización-localidad de Puerto Astún, que cuenta actualmente con 9 personas censadas según datos del INE (2021).
La estación toma su nombre del ibón de Astún, situado en lo alto del telesilla de Truchas, también llamado  Ibón de Truchas.

## Descripción
La estación de esquí de Astún, vecina de Candanchú y lindante con la frontera de Francia, dispone de 50 km en pistas esquiables y una gran variedad de descensos freeride. Entre dichos descensos se encuentra el de Pinos, uno de los de más reputación de España. Su pico más alto es La Raca, de 2278 metros de altitud y un desnivel de 650 metros. A su alrededor se ha creado una urbanización para atender a los clientes con hotel, restaurantes, tiendas especializadas, alquiler de material, etc.
Accesoriamente, la sociedad propietaria de la estación pone a disposición del cliente, la posibilidad de realizar una gran variedad de actividades alternativas en sus instalaciones. Como, por ejemplo, descensos en trineos, pruebas de material, excursiones, experiencias gastronómicas y un largo etcétera.
La estación se puso en marcha el 18 de diciembre de 1976, con sólo dos remontes, uno a La Raca y otro a Sarrios. Desde aquel momento se ha ido ampliando tanto en pistas e instalaciones de esquí como en servicios. Actualmente la estación ocupa dos valles de alta montaña: La Raca - Sarrios y Truchas, cada uno de los cuales es accesible desde la base mediante un telesilla.
En la temporada 2020/2021 ha sido la única estación del pirineo aragonés en abrir sus instalaciones a pesar de las limitaciones producidas por el coronavirus.

### Accidente del telesilla Canal Roya
El 18 de enero de 2025, el volante de reenvío del telesilla Canal Roya se desprendía de la estructura principal, provocando una pérdida de tensión en el cable del telesilla y un latigazo que hizo retroceder de golpe hasta 3 metros las sillas más cercanas al volante. El incidente llegó a afectar a unas 30 personas pese a que, en un primer momento, se calcularon un centenar. 10 de los afectados fueron heridos, 2 de ellos en estado grave. El 20 de enero, dos días después del incidente, las dos jóvenes ingresadas en estado grave salían de la UCI.
El telesilla de la zona de Canal Roya es el más antiguo de la estación, su instalación tuvo lugar en 1989. Cuenta con aproximadamente 800 metros de longitud y salva un desnivel de 208 metros. Según el director comercial de la estación, Andrés Pita, el telesilla contaba con el aprobado de las revisiones pertinentes y cumplía con los estándares legales en el momento del accidente. El 31 de enero de 2025, el Juzgado de Instrucción n.º 2 de Jaca acordó solicitar un informe pericial a un ingeniero industrial para tratar de esclarecer las causas del accidente, buscando así posibles responsabilidades.

## Servicios

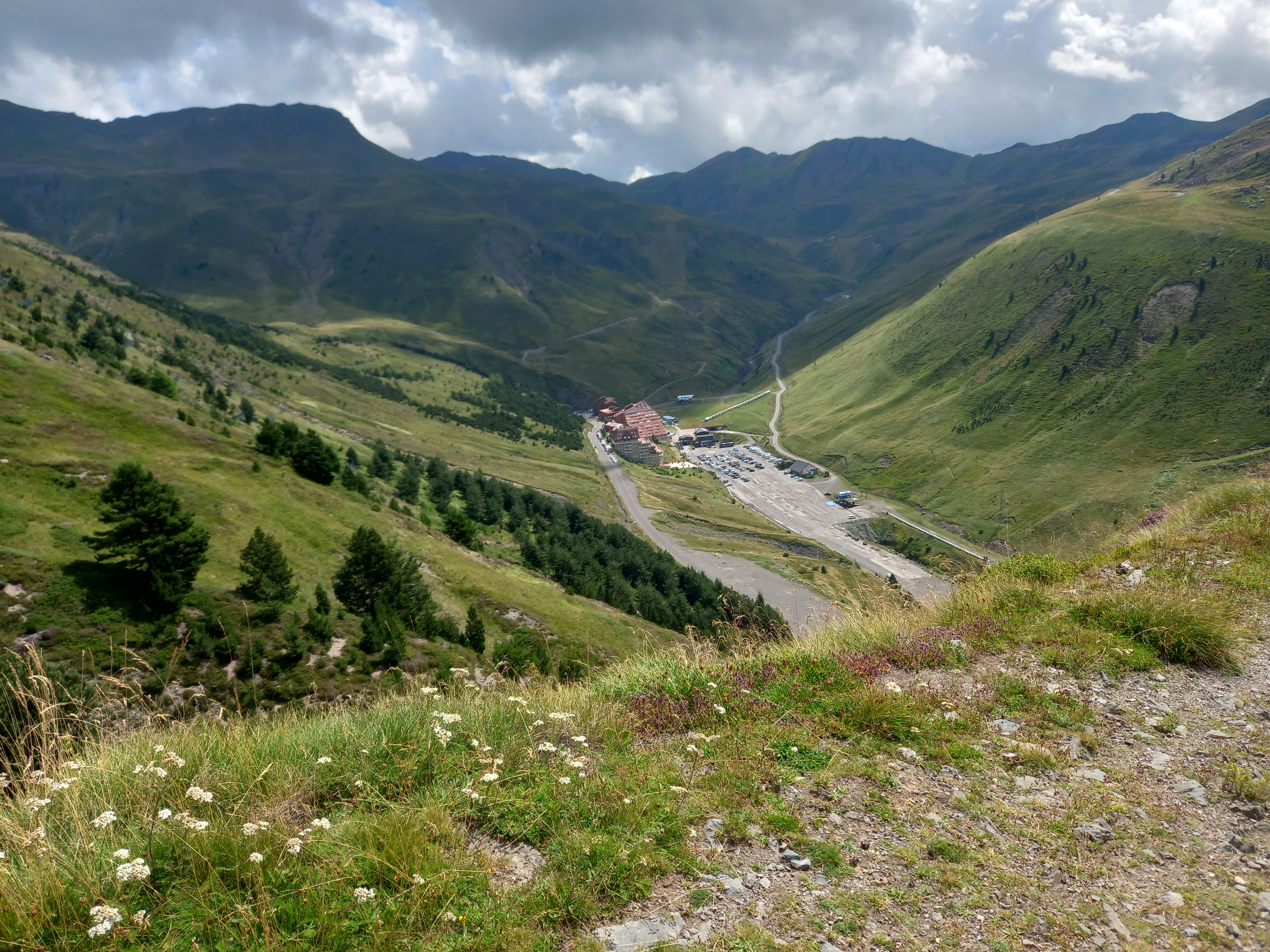
Astún en verano.

En invierno ofrece todos los servicios de las estaciones de esquí: remontes, enfermería, restauración y escuela de esquí. Pero en verano también se mantienen abiertos varios telesillas como el de "Los Lagos" que accede hasta la zona de Truchas. En la zona se ofrecen excursiones y actividades como senderismo, descenso de barrancos, ráfting, BTT, escalada, etc.